# توماس لارسن
توماس لارسن (بالدنماركية: Thomas Hausgaard Larsen)‏ هو مجدف دنماركي، ولد في 16 أكتوبر 1968 في هولستيبرو في الدنمارك.

## وصلات خارجية
- توماس لارسن على موقع الاتحاد الدولي للتجديف (الإنجليزية)
- توماس لارسن على موقع أوليمبيديا (الإنجليزية)